# 雑談
雑談（ざつだん）とは、特にテーマを定めないで気楽に会話すること。ただし「雑言（ぞうごん）」というと「罵詈雑言（ばりぞうごん）」のように、罵り・蔑称など益体無い言葉を投げ付けることを指す（→中傷）。
なお雑談の類義語として世間話（せけんばなし）ともいうが、こちらは元々口承形式で伝えられてきた民話の一形態で、雑談を指していうのは転用である。
また、鎌倉時代以降に、芸道の同好の士が寄合で交わした芸談を「雑談（ぞうたん）」という。雑談のなかで語られた芸の秘訣や苦労話など、有用な談話を書き留めてまとめたものを聞書という。

## 概要
雑談は、特にテーマを定めず、気楽に会話することを指し、コミュニケーションでもあまり重要ではない事柄をやり取りする様式のものである。専ら相互の親睦を深める行為に位置付けられ、元々親しくない間柄では当り障りの無い内容を、親しい間柄では忌憚の無い話題が出ることはあっても、冗談やユーモアなどのフィルターを介することで、感情的しこりを残さないよう配慮された内容となる。一般的に、とりとめのない話である事が多い。
主に雑談は、日常的な話題を中心に自分や相手に関する身近なテーマが選ばれる。こういった過程を通して相互の親密度を高め、さらに高次の人間関係を築くための社会的ツールであるとも解される。
また、重要な問題について話す目的がある場合も、その前段階としてまず挨拶をし、それから雑談をするところからはいることがままある。これは人間関係を確認し、互いの気分や立場を探るとともに、それらを落ち着かせる役割が期待される。
なお、不文律や場の空気といった曖昧模糊とした「特に明確にされていない集団内における共通認識」が、実際にはこういった雑談の中に織り込まれた様々な会話内にその片鱗を覗かせることもあり、その一方で極小なレベルにおいては、こういった雑談の中で認識や情報の並列化が図られていく傾向も見出せる。

## 駄弁
雑談の類語の一つとして駄弁（だべん）が存在する。駄弁は元々くだらない弁論のことを意味していたが、転じて無駄なおしゃべりにも使われるようになった。
また動詞として駄弁を動詞化した駄弁る（だべる）も使われている。戦前の第一高等学校では名詞の動詞化が流行しており、この「駄弁る」もそこから生まれたものとされる。

## 関連作品

### ドラマおよびドラマ化された作品
- 『セトウツミ』（2017年秋、テレビ東京系） - 原作は同名の漫画。2016年に映画化もされている[5]。

### アニメおよびアニメ化された作品
- 『フードコートで、また明日。』[6]（2025年夏、TOKYO MXほか） - 原作は同名の漫画

### その他の漫画
- 『電車内でJKがダベるだけのヤツ。』[7]（茶麻）